# Baskin-Robbins
Pour les articles homonymes, voir Baskin et Robbins.
Baskin-Robbins est une chaine de crème glacée fondée par Burt Baskin et Irv Robbins en 1945 à Glendale, en Californie. Elle affirme être la plus grande chaîne de franchise de crème glacée, avec plus de 5 800 sites, dont 2 800 aux États-Unis.  
Baskin-Robbins vend de la crème glacée dans plus de 30 pays, y compris Canada, Japon, Mexique, Arabie Saoudite, Bahreïn, Royaume-Uni, Émirats Arabes Unis, Égypte, Yémen, Qatar, Russie, Australie, Thaïlande, Viêt Nam, Indonésie, Malaisie, Maroc, Bangladesh, Pakistan, Corée du Sud, Inde, Sri Lanka et Taïwan.
Baskin-Robbins est connu pour son slogan « 31 parfums» (« saveurs » au Québec), soit autant de parfums que de jours dans le mois. À l'ouverture du premier magasin, Baskin-Robbins offrait 21 parfums différents, un concept novateur à l'époque. L'idée d'en proposer 31 émane de l'agence de publicité Carson-Roberts (devenue plus tard Ogilvy & Mather), en 1953, avec le slogan Count the Flavors. Where flavor counts. (Comptez les parfums. Où le parfum compte.) D'autre part, les 31 parfums dépassaient en quantité les 28 disponibles dans les restaurants Howard Johnson's. Au cours d'une promotion devenue célèbre, Amy Boggioni a conduit un groupe de trois personnes qui ont ingurgité 31 boules de l'ensemble des 31 parfums en moins de 31 minutes. 
La chaîne de crème glacée a créé, en 1990, un nouveau parfum de glace, la Gorba Chocolate, pour honorer Mikhaïl Gorbatchev après une de ses visites en Californie.

## Dans la culture populaire
Baskin-Robbins est l'entreprise où travaillait Scott Lang avant d'être viré dans le film Ant-Man.
Dans la série Upload, une référence est faite sous le nom de Baskin-Robots (épisode "L'excursion", Saison 2 Episode 6)